# Ride a White Swan
Singles de T. Rex
By the Light of a Magical Moon
(janvier 1970) Hot Love
(février 1971)
Ride a White Swan est une chanson de T. Rex sortie en single en octobre 1970.

## Histoire
Écrite et composée par Marc Bolan, Ride a White Swan est la première chanson publiée sous le nom de T. Rex (le groupe s'appelait auparavant Tyrannosaurus Rex). Ce changement de nom coïncide avec un changement d'approche musicale, qui préfigure le genre glam rock.
Ride a White Swan est publiée en 45 tours par Fly Records en octobre 1970 avec deux faces B : Is It Love?, une autre composition de Bolan, et une reprise de Summertime Blues d'Eddie Cochran. Ce single reste vingt semaines dans le hit-parade britannique et plafonne à la 2e place au mois de janvier 1971. Il s'agit de la première apparition de T. Rex dans le Top 5 des ventes au Royaume-Uni.